# جيرالد دافيسون
جيرالد دافيسون (بالإنجليزية: Gerald Davison)‏ هو عالم نفس أمريكي، ولد في 1939.